# Beimerstetten
Beimerstetten är en kommun (tyska Gemeinde) i Alb-Donau-Kreis i förbundslandet Baden-Württemberg i Tyskland. Folkmängden uppgår till cirka 2 600 invånare, på en yta av 14,34 kvadratkilometer.
Kommunen ingår i kommunalförbundet Dornstadt tillsammans med kommunerna Dornstadt och Westerstetten.

## Befolkningsutveckling
| Befolkningsutvecklingen i Beimerstetten 1975–2015 | Befolkningsutvecklingen i Beimerstetten 1975–2015 | Befolkningsutvecklingen i Beimerstetten 1975–2015 | Befolkningsutvecklingen i Beimerstetten 1975–2015 | Befolkningsutvecklingen i Beimerstetten 1975–2015 |
| ------------------------------------------------- | ------------------------------------------------- | ------------------------------------------------- | ------------------------------------------------- | ------------------------------------------------- |
|                                                   |                                                   |                                                   |                                                   |                                                   |
| År                                                |                                                   |                                                   | Folkmängd                                         | Areal (ha)                                        |
| 1975                                              | 1975                                              |                                                   | 1 685                                             | 1 434                                             |
| 1980                                              | 1980                                              |                                                   | 1 758                                             |                                                   |
| 1985                                              | 1985                                              |                                                   | 1 840                                             |                                                   |
| 1990                                              | 1990                                              |                                                   | 2 008                                             | 1 433                                             |
| 1995                                              | 1995                                              |                                                   | 2 307                                             |                                                   |
| 2000                                              | 2000                                              |                                                   | 2 433                                             |                                                   |
| 2005                                              | 2005                                              |                                                   | 2 478                                             | 1 434                                             |
| 2010                                              | 2010                                              |                                                   | 2 526                                             |                                                   |
| 2015                                              | 2015                                              |                                                   | 2 616                                             |                                                   |
|                                                   |                                                   |                                                   |                                                   |                                                   |